# ویکتور لنارس
ویکتور لنارس (انگلیسی: Victor Lenaers؛ ۱۲ ژانویه ۱۸۹۳ – ۱۲ نوامبر ۱۹۶۸) دوچرخه‌سوار اهل بلژیک بود.